# エマ・ランパート・クーパー
エマ・ランパート・クーパー（Emma Esther Lampert Cooper、1855年2月24日 - 1920年7月30日）はアメリカ合衆国の画家である。

## 略歴
ニューヨーク州のナンダで生まれた。ロチェスターで育った。父親はドイツ移民で木工職人であったが後に皮革取引の仕事をした。1868年に創設された女子大学ウエルズ・カレッジ(Wells Colleg)を1875年に卒業した。1877年にロチェスター美術クラブの創立メンバーとなり、副会長になった。ニューヨークに出て、アート・スチューデンツ・リーグ、クーパー・ユニオンで学び、ウィリアム・メリット・チェイスの美術学校でも学んだ。1886年から1887年の間、パリの私立の美術学校、アカデミー・ドレクリューズ(Académie Delécluse)に学び、サロン・ド・パリに出展した。1891年にはオランダに滞在し、ヘイン・ケファー(Hein Kever)に学んだ。1891年からアメリカで美術教師を始めた。1893年にはシカゴ万国博覧会の展覧会に出展し入賞した。1896年から1897年にはオランダの芸術家村となっていたドルトレヒトで活動し、そこでアメリカの画家、コリン・キャンベル・クーパーと知り合い結婚した。1898年から一年間はオランダのラーレンなどで暮らした。1900年からアメリカを拠点として活動した。1900年のパリ万国博覧会にも出展した。
風景画、室内画、人物画を描いた。アントン・モーヴに代表される「ラーレン派」のスタイルで描いた。ニューヨークの知識階層の女性に加わり活動し、多くの美術クラブのメンバーであった。

## 作品

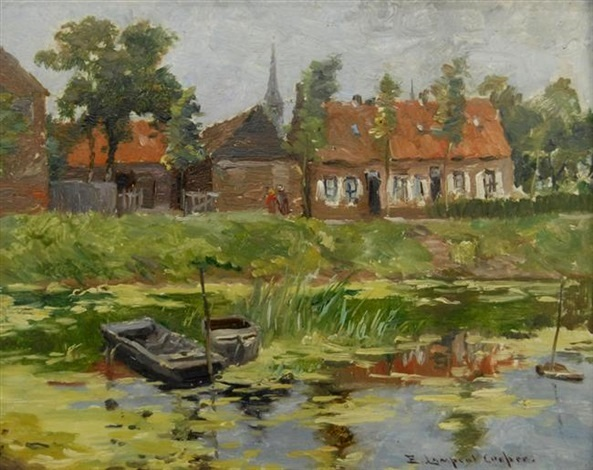
Below the Dyke
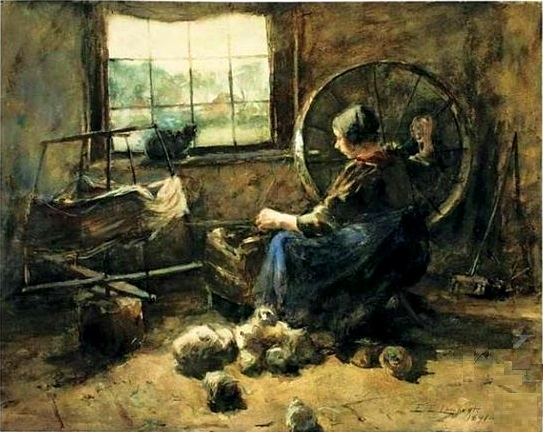
The Breadwinner
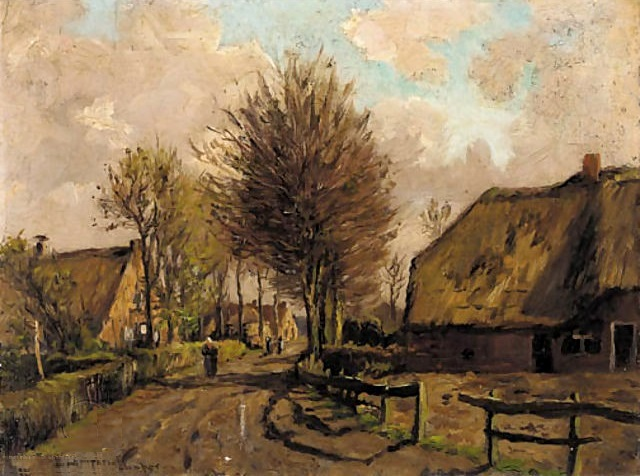
オランダの道
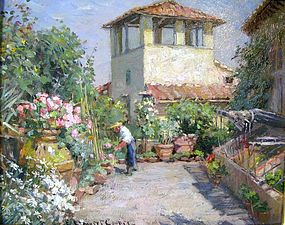
フレンチェの建物